# Zuani
Zuani es una comuna y población de Francia, en la región de Córcega, departamento de Alta Córcega.
Su población en el censo de 2019 era de 34 habitantes.

## Demografía
| Gráfica de evolución demográfica de Zuani entre 2005 y 2019 |
|                                                             |

Fuentes: INSEE.

## Políticos
Elecciones Presidential Segunda Vuelta:
| Elección | Elección | Candidato Ganador | Partido | %     |
| -------- | -------- | ----------------- | ------- | ----- |
|          | 2022     | Emmanuel Macron   | LREM    | 50,00 |
|          | 2017     | Emmanuel Macron   | EM      | 61,29 |
|          | 2012     | Nicolas Sarkozy   | UMP     | 69,35 |
|          | 2007     | Nicolas Sarkozy   | UMP     | 75,68 |
|          | 2002     | Jacques Chirac    | RPR     | 93,94 |